# Codice ATC A06
Il codice ATC A06 "Farmaci per la Stitichezza" è un sottogruppo del sistema di classificazione Anatomico Terapeutico e Chimico, un sistema di codici alfanumerici sviluppato dall'OMS per la classificazione dei farmaci e altri prodotti medici. Il sottogruppo A06 fa parte del gruppo anatomico A, farmaci per l'apparato digerente e del metabolismo.
Codici per uso veterinario (codici ATCvet) possono essere creati ponendo la lettera Q di fronte al codice ATC umano: QA06...
Numeri nazionali della classificazione ATC possono includere codici aggiuntivi non presenti in questa lista, che segue la versione OMS.

## A06A Lassativi

### A06AA Emollienti
A06AA01 Paraffina liquida
A06AA02 Docusato di sodio
A06AA51 Paraffina liquida , associazioni

### A06AB Lassativi da contatto
A06AB01 Ossifenisatina
A06AB02 Bisacodile
A06AB03 Dantron
A06AB04 Fenolftaleina
A06AB05 Olio di ricino
A06AB06 Senna (principio attivo)
A06AB07 Cascara
A06AB08 Sodio picosolfato
A06AB09 Bisoxatina
A06AB20 Lassativi da contatto in associazione
A06AB30 Lassativi da contatto in associazione  con belladonna
A06AB52 Bisacodile, in associazione
A06AB53 Dantron, in associazione
A06AB56 Senna (principio attivo), in associazione
A06AB57 Cascara, in associazione
A06AB58 Sodio picosolfato, in associazione

### A06AC Lassativi formanti massa
A06AC01 Ispaghula (semi di psillio)
A06AC02 Etulosa
A06AC03 Sterculia (botanica)
A06AC05 Linum usitatissimum
A06AC06 Metilcellulosa
A06AC07 Triticum
A06AC08 Calcio Policarbofil
A06AC51 Ispaghula, associazioni
A06AC53 Sterculia (botanica), associazioni
A06AC55 Semi di lino, associazioni

### A06AD Lassativi osmotici
A06AD01 Carbonato di magnesio
A06AD02 Ossido di magnesio
A06AD03 Perossido di magnesio
A06AD04 Solfato di magnesio
A06AD10 Sali minerali in associazione
A06AD11 Lactulosio
A06AD12 Lattitolo
A06AD13 Sodio solfato
A06AD14 Tetranitrato di pentaeritrite
A06AD15 Macrogol
A06AD16 Mannitolo
A06AD17 Fosfato di sodio
A06AD18 Sorbitolo
A06AD19 Magnesio citrato
A06AD21 Tartrato di sodio
A06AD61 Lactulosio, associazioni
A06AD65 Macrogol, associazioni

### A06AG Clisteri
A06AG01 Fosfato di sodio
A06AG02 Bisacodile
A06AG03 Dantron, includendo le associazioni
A06AG04 Glicerolo
A06AG06 Olio
A06AG07 Sorbitolo
A06AG10 Sodio docusato, includendo le associazioni
A06AG11 Laurilsolfato, includendo le associazioni
A06AG20 Associazioni

### A06AH Antagonisti dei recettori periferici
A06AH01 Metilnaltrexone bromuro
A06AH02 Alvimopan
A06AH03 Naloxegol

### A06AX Altri farmaci per la stitichezza
A06AX01 Glicerolo
A06AX02 Diossido di carbonio
A06AX03 Lubiprostone
A06AX04 Linaclotide
A06AX05 Prucalopride
A06AX06 Tegaserod